# ایقالتو

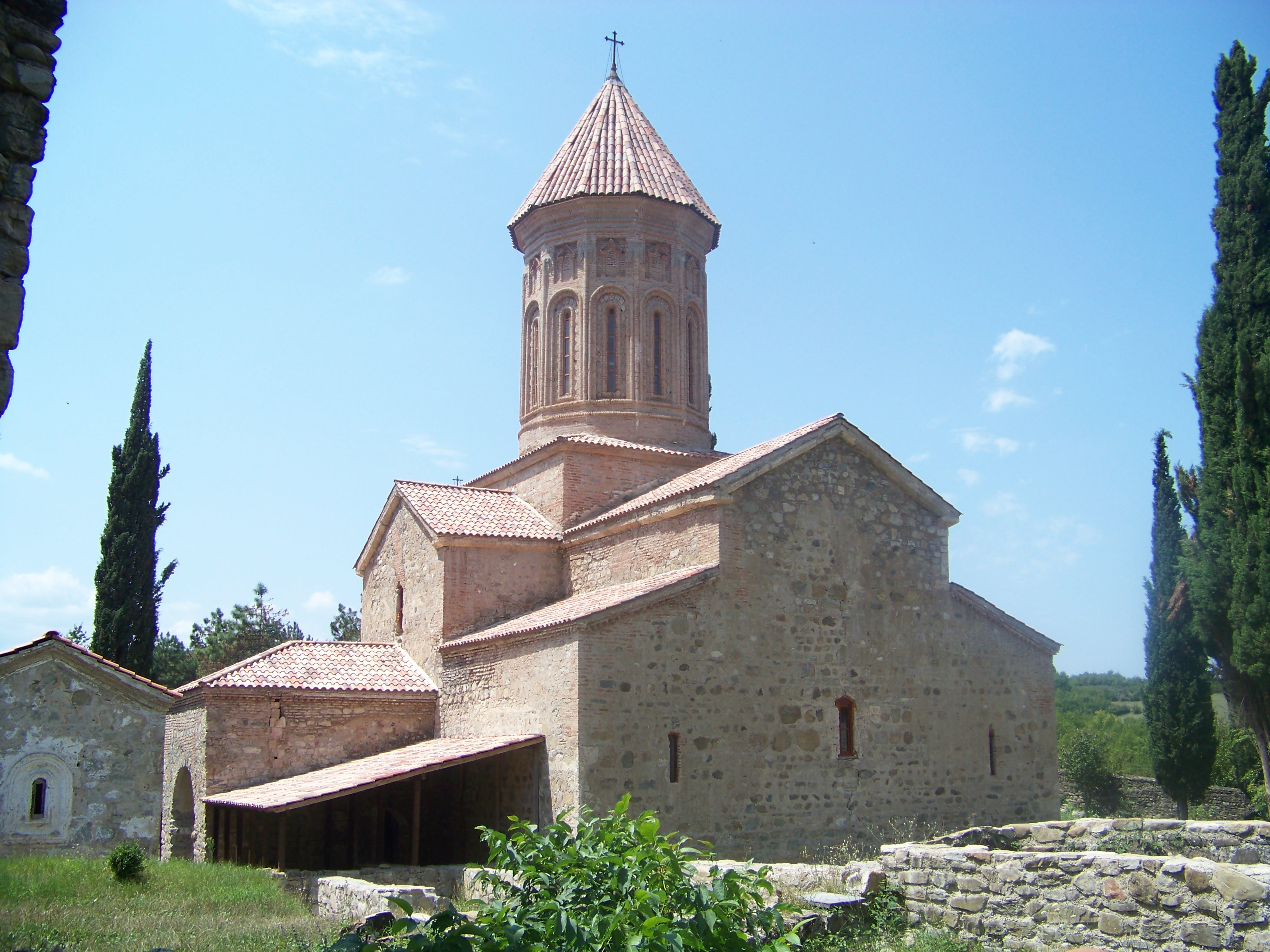

ایقالْتو (به گرجی: იყალთო) روستایی است در فاصلهٔ ۱۰ کیلومتری شهر تلاوی مرکز استان کاختی در شرق گرجستان که به خاطر مجموعهٔ رهبانی و صومعهٔ ایقالتو و همچنین فرهنگستان و دانشگاه تاریخی ایقالتو شناخته شده‌است.
دانشگاه ایقالتو در سال ۱۶۱۶ میلادی و در پی حملهٔ سوم شاه عباس به گرجستان به آتش کشیده شده و ویران شد.

## مجموعهٔ رهبانی و صومعهٔ ایقالتو
صومعهٔ ایقالتو توسط زنون قدیس در اواخر قرن ۶ میلادی بنا نهاده شد و به عنوان یکی از مهم‌ترین مراکز مذهبی، فرهنگی و آموزشی گرجستان فعالیت داشت. این صومعه شامل سه کلیسا به نام‌های «غْوْتائِبا»، «قْوِلاستْسْمیدا» و «سامِبا» است که از این میان کلیسای اصلی «غْوْتائِبا» (روح القدس)، در اوایل قرن ۹ میلادی به جای یک کلیسای قدیمیتر ساخته شده‌است.

## فرهنگستان و دانشگاه ایقالتو
فرهنگستان و دانشگاه ایقالتو توسط آرسن ایقالتوئلی در اوایل قرن ۱۲ میلادی و هنگام سلطنت داویت چهارم تأسیس شد. دانشگاه ایقالتو دانشجویانی در رشته‌های: الهیات، نطق و بیان، نجوم، فلسفه، جغرافیا و هندسه تربیت می‌کرد و همچنین مهارت‌های کاربردی از قبیل: سفالگری، فلزکاری، مُوْ کاری، شراب سازی و داروسازی به کارآموزان آموزش داده می‌شد. گفته شده‌است که شاعر معروف گرجستان شوتا روستاولی نیز در این دانشگاه تحصیل کرده‌است.

## نگارخانه

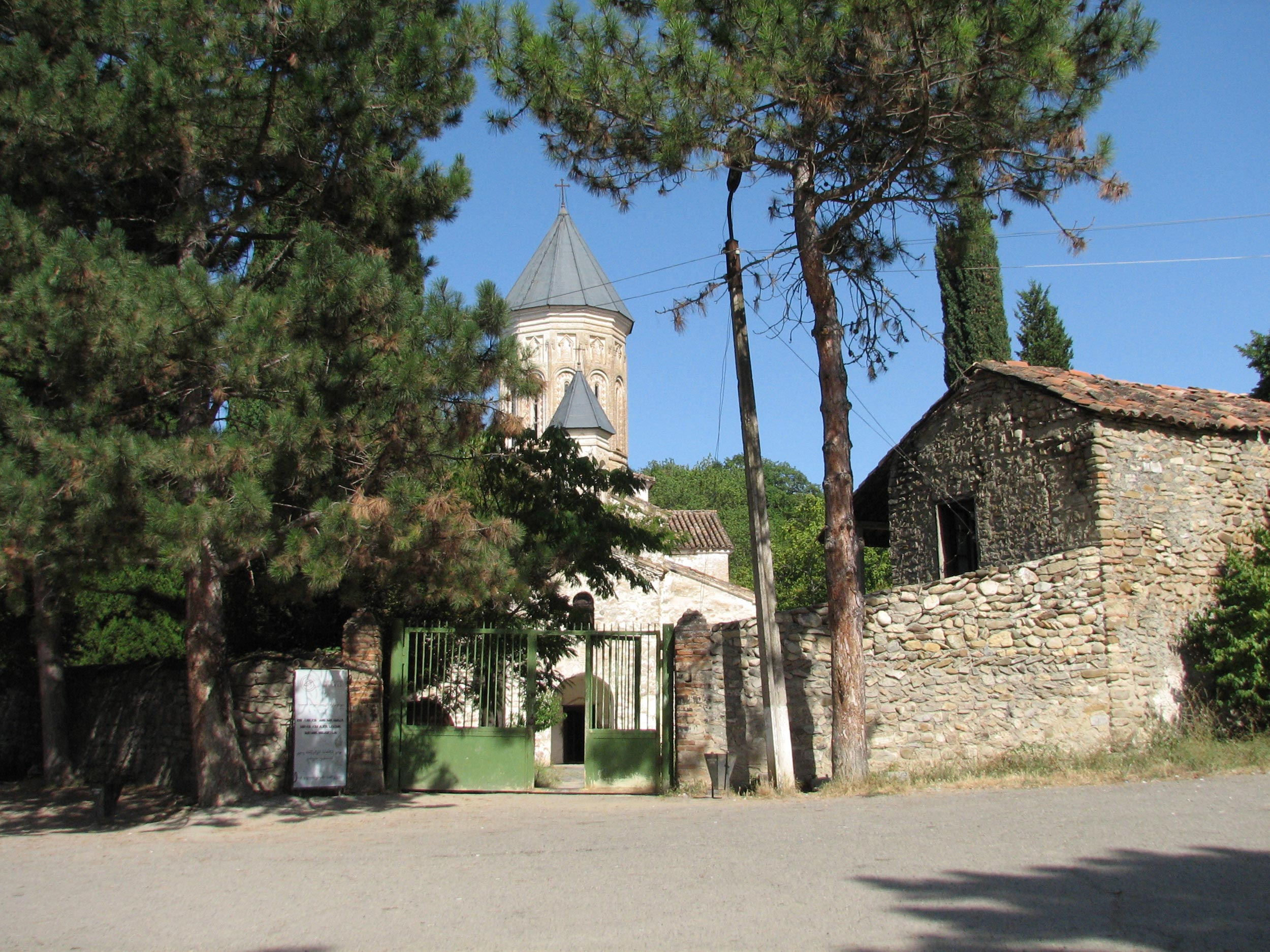
ورودی صومعه ایقالتو.
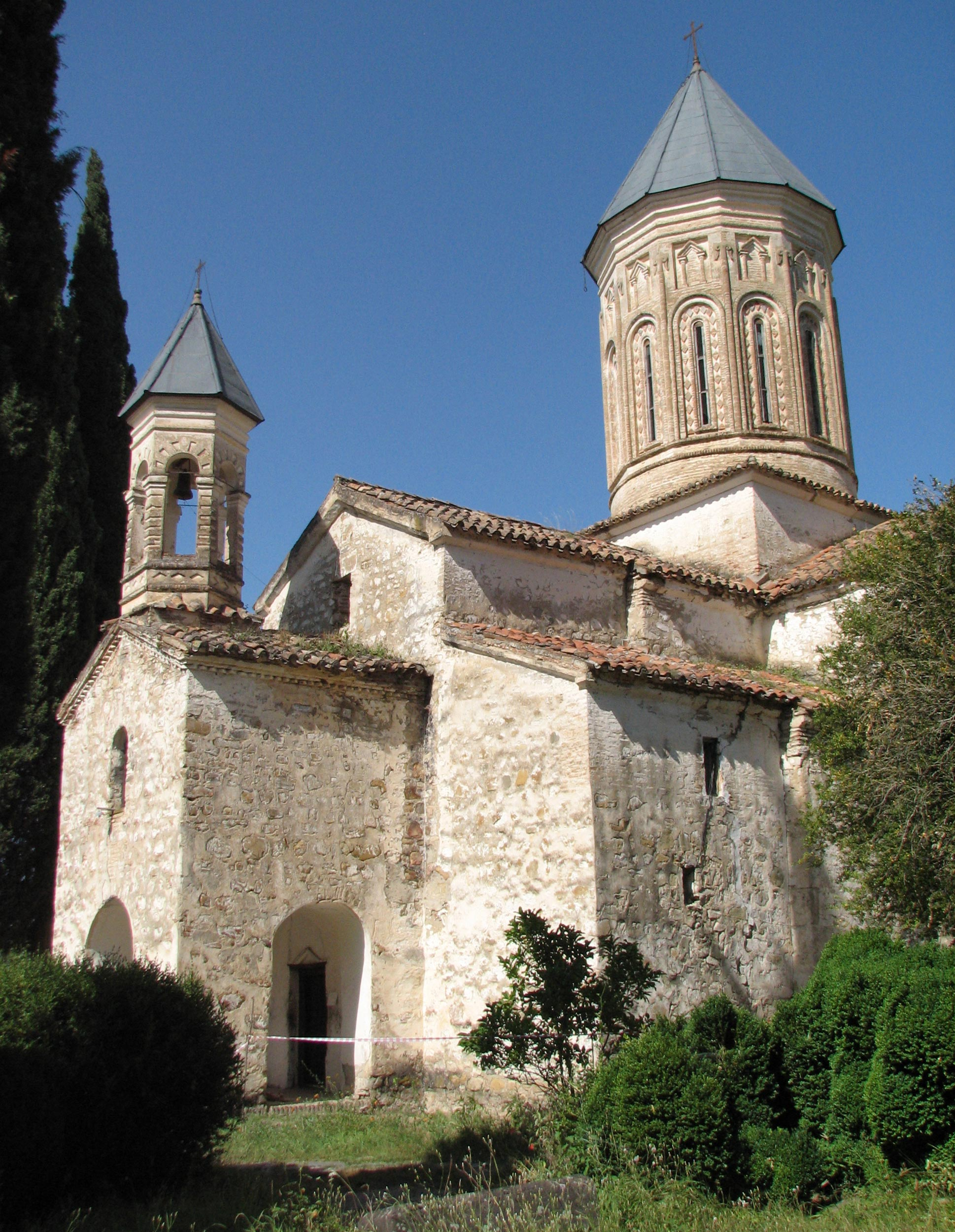
کلیسای غْوْتائِبا در صومعه ایقالتو.
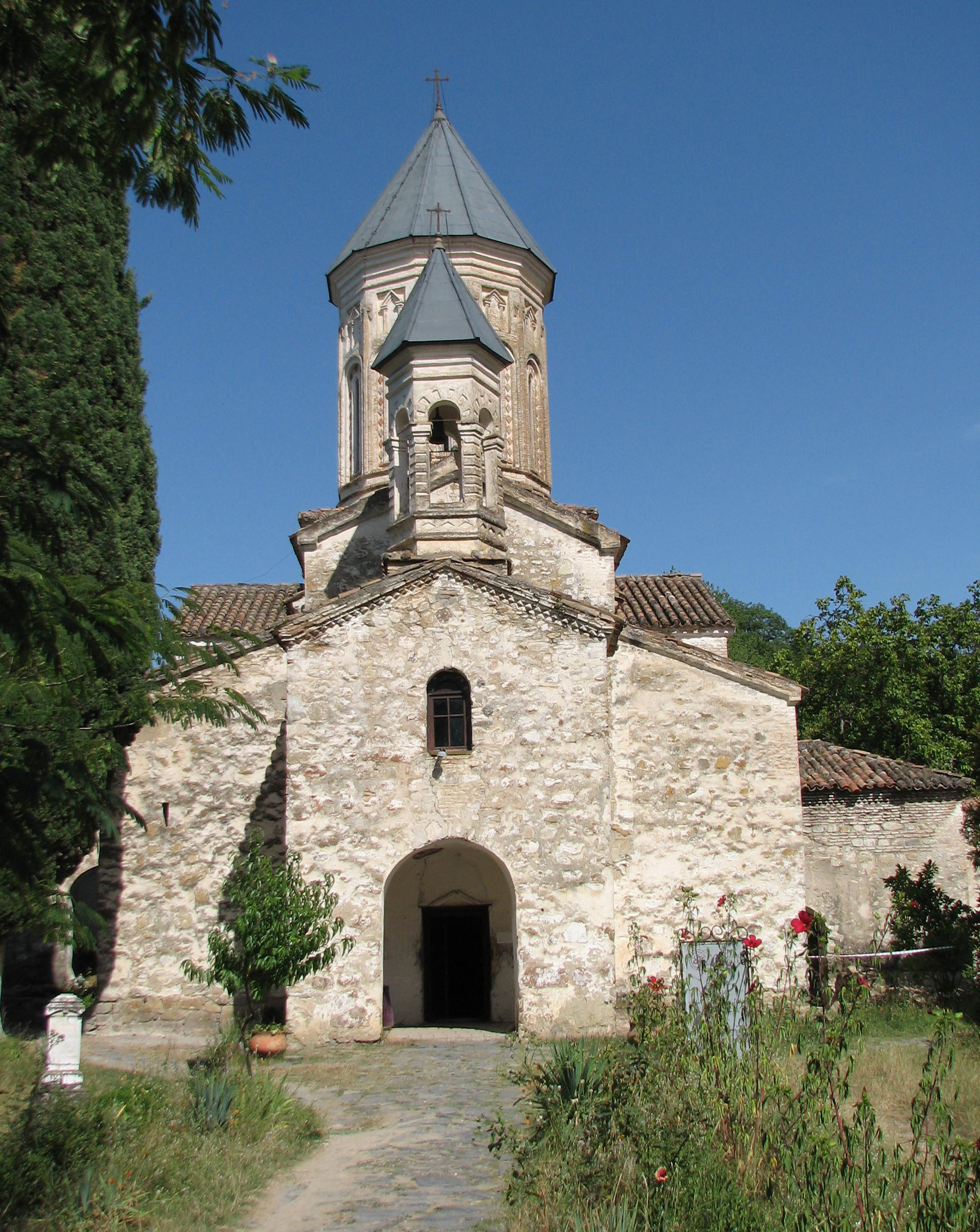
کلیسای غْوْتائِبا در صومعه ایقالتو.
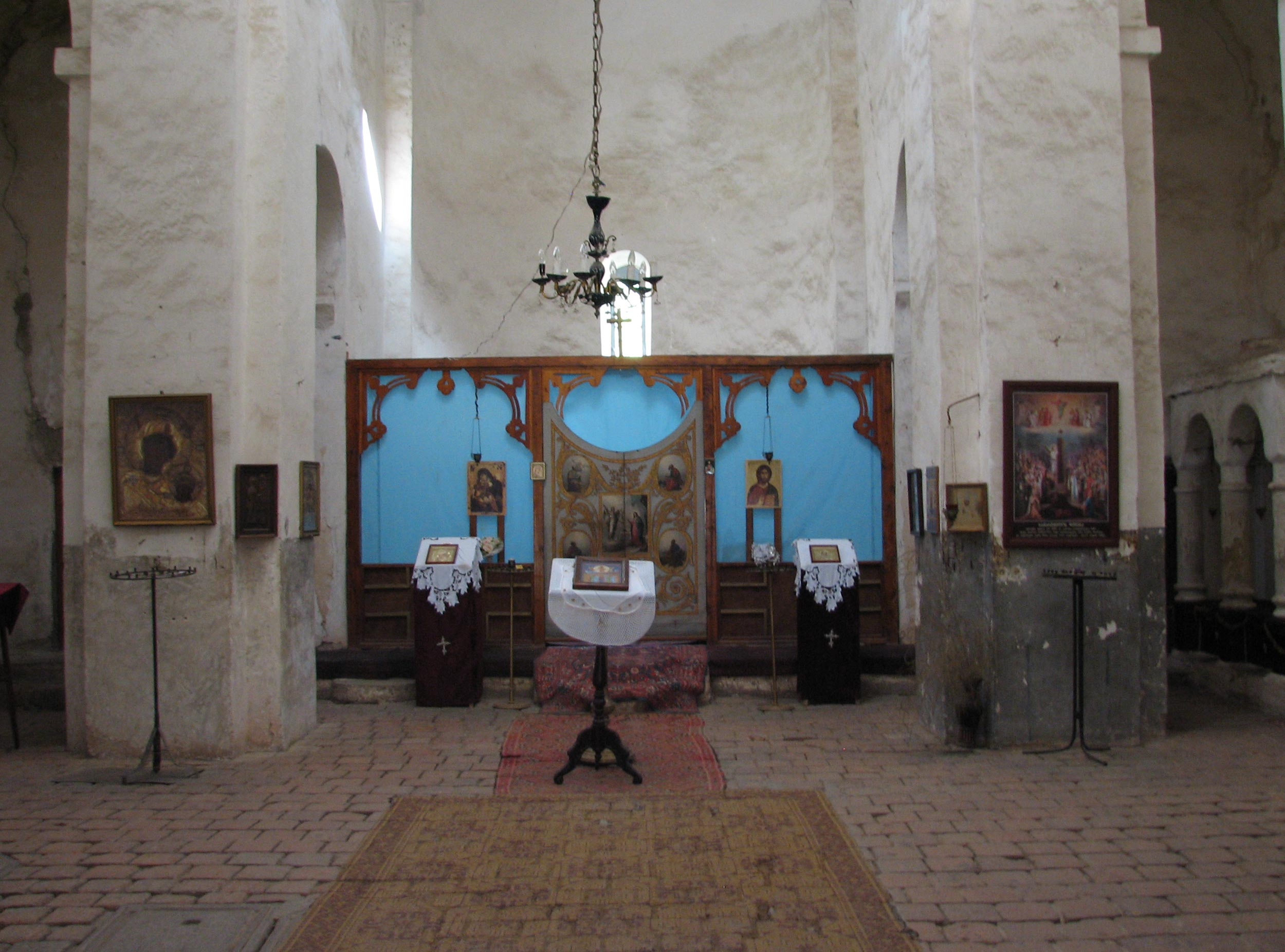
کلیسای غْوْتائِبا در صومعه ایقالتو.
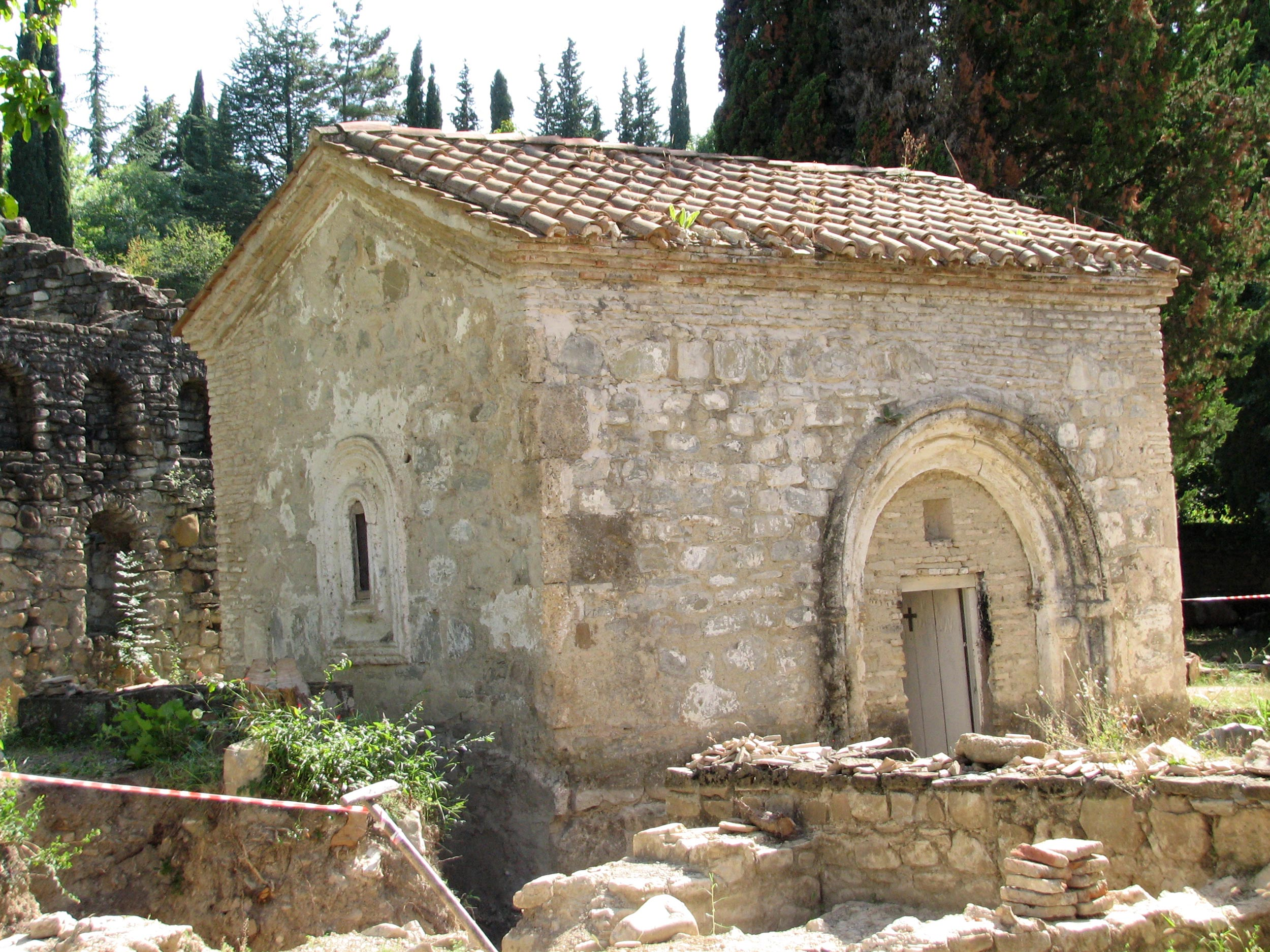
صومعه ایقالتو.
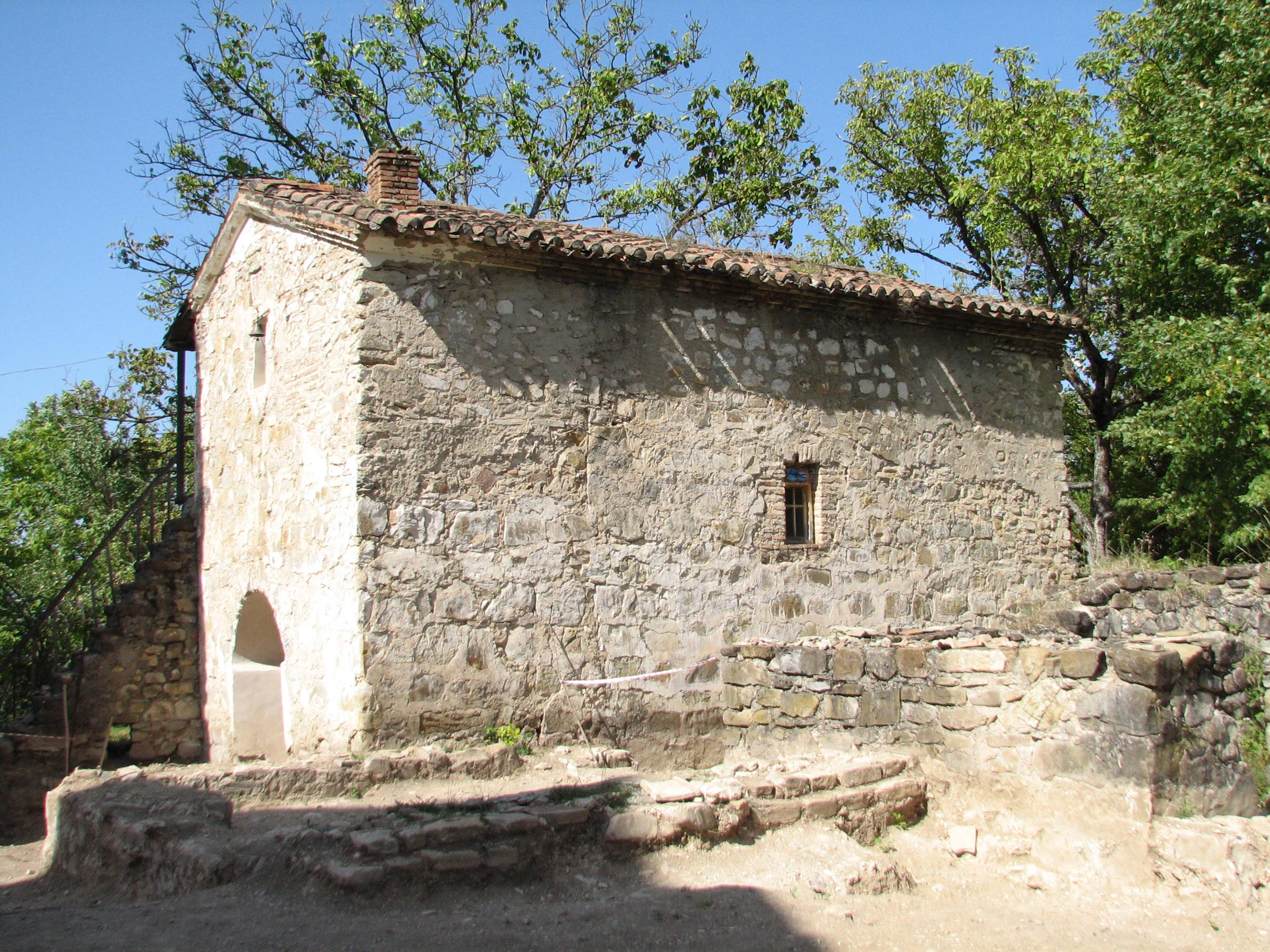
صومعه ایقالتو.
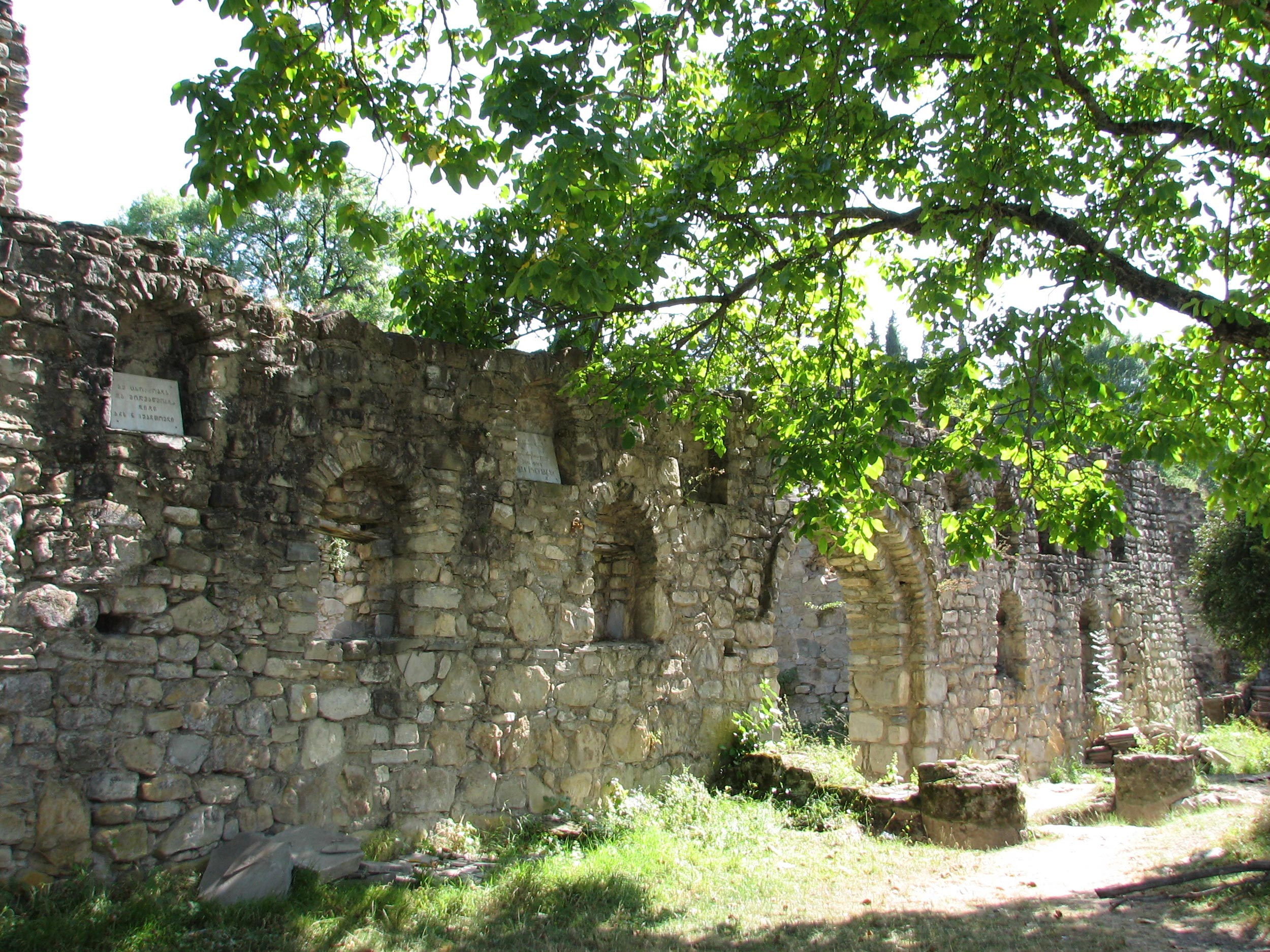
خرابه‌های دانشگاه ایقالتو.
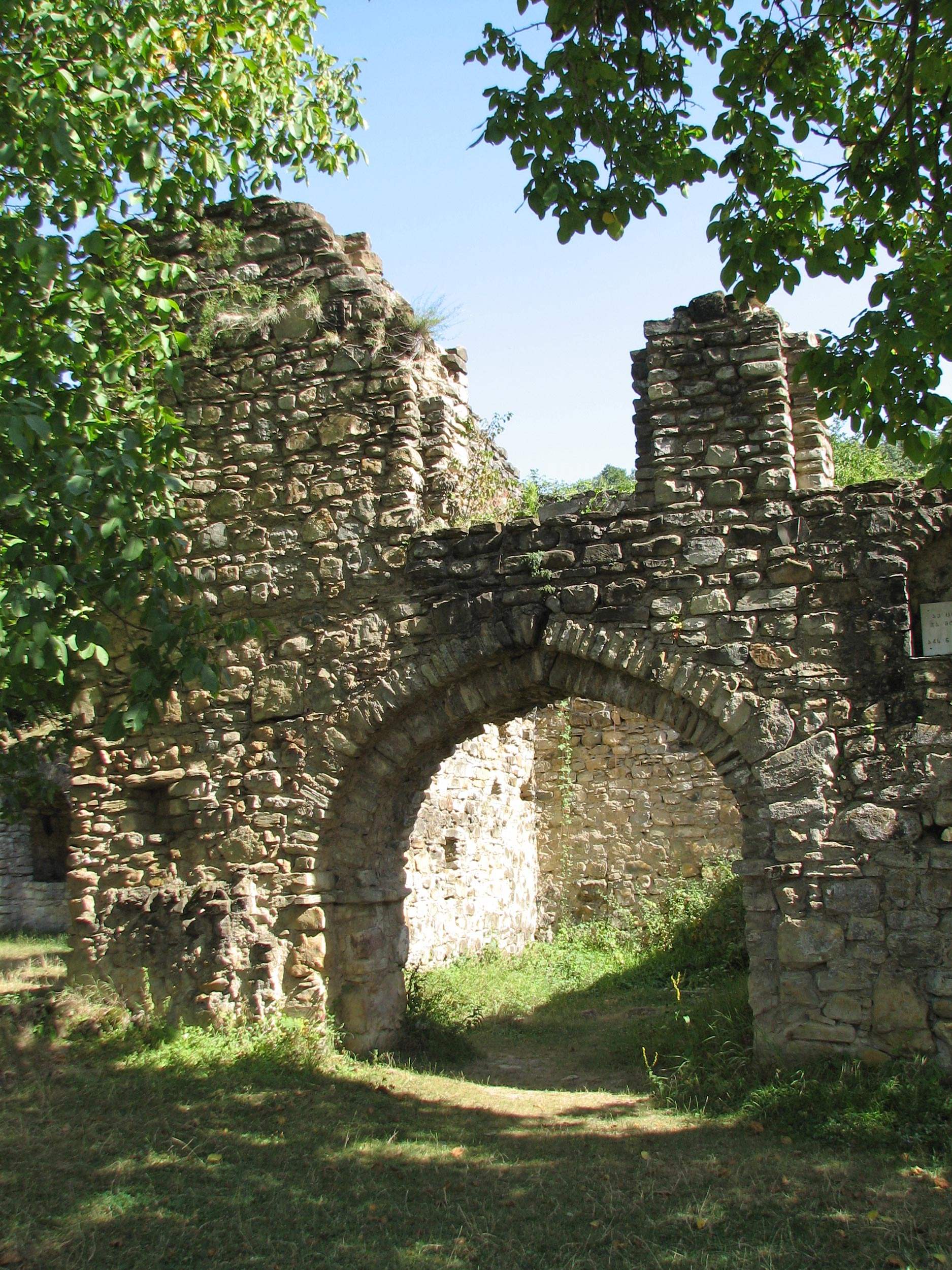
خرابه‌های دانشگاه ایقالتو.
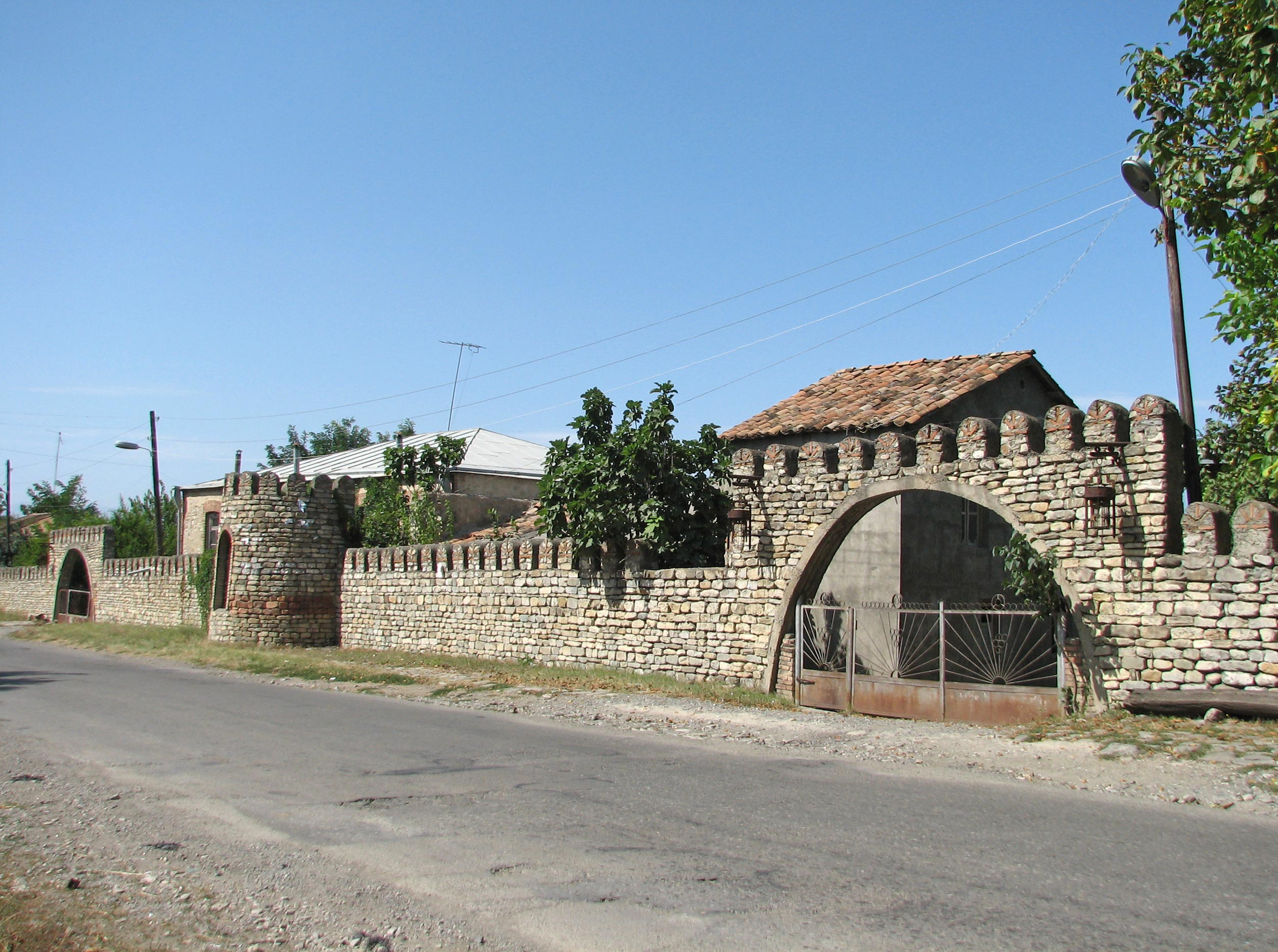
راه اصلی روستای ایقالتو.